# Агнозија
Агнозија је неуролошки поремећај који карактерише немогућност обраде сензорних информација. Често долази до губитка способности препознавања објеката, особа, звукова, облика или мириса док специфично чуло није дефектно нити постоји значајан губитак памћења. Обично се повезује са повредом мозга или неуролошким обољењем, посебно након оштећења окципитотемпоралне границе, која је део вентралног тока. Агнозија утиче само на један модалитет, као што је вид или слух. У новије време, сматра се да прекид одозго надоле изазива сметње у руковању перцептивним информацијама.